# La tour de glace
La tour de glace (anhörenⓘ französisch für „Der Eisturm“, internationaler Titel: The Ice Tower) ist ein Spielfilm von Lucile Hadžihalilović aus dem Jahr 2025. Das Drama handelt von einer jugendlichen Vagabundin, die bei einer Märchenverfilmung von Die Schneekönigin zum Schützling der Hauptdarstellerin wird, mit ungeahnten Konsequenzen. Die Hauptrolle übernahm Marion Cotillard und Clara Pacini. Die Weltpremiere der deutsch-französischen Koproduktion fand Mitte Februar 2025 im Rahmen der Internationalen Filmfestspiele Berlin (Berlinale) statt.

## Handlung
Die 1970er-Jahre: Jeanne flüchtet aus dem Waisenhaus ihrer Kindheit in den Bergen, um die Welt zu entdecken. Auf dem Weg nach Paris findet das 15-jährige Mädchen Zuflucht in einer Lagerhalle. Am nächsten Morgen begegnet ihr eine sonderbare Erscheinung, in der sie die Schneekönigin vermutet. Tatsächlich stellt sich heraus, dass es sich bei dem Lagerhaus um ein Filmstudio handelt, in dem die Verfilmung des gleichnamigen Märchens von Hans Christian Andersen realisiert wird. Jeanne ist fasziniert von Christina, der Hauptdarstellerin des Films. Die Schauspielerin nimmt sich des Mädchens an, das zu ihrem Schützling und ihrer Vertrauten wird. Bald schon übt Cristina einen gefährlichen und einnehmenden Einfluss auf Jeanne aus. Sie meint, sich in der jungen Vagabundin selbst erkennen zu können.

## Entstehungsgeschichte

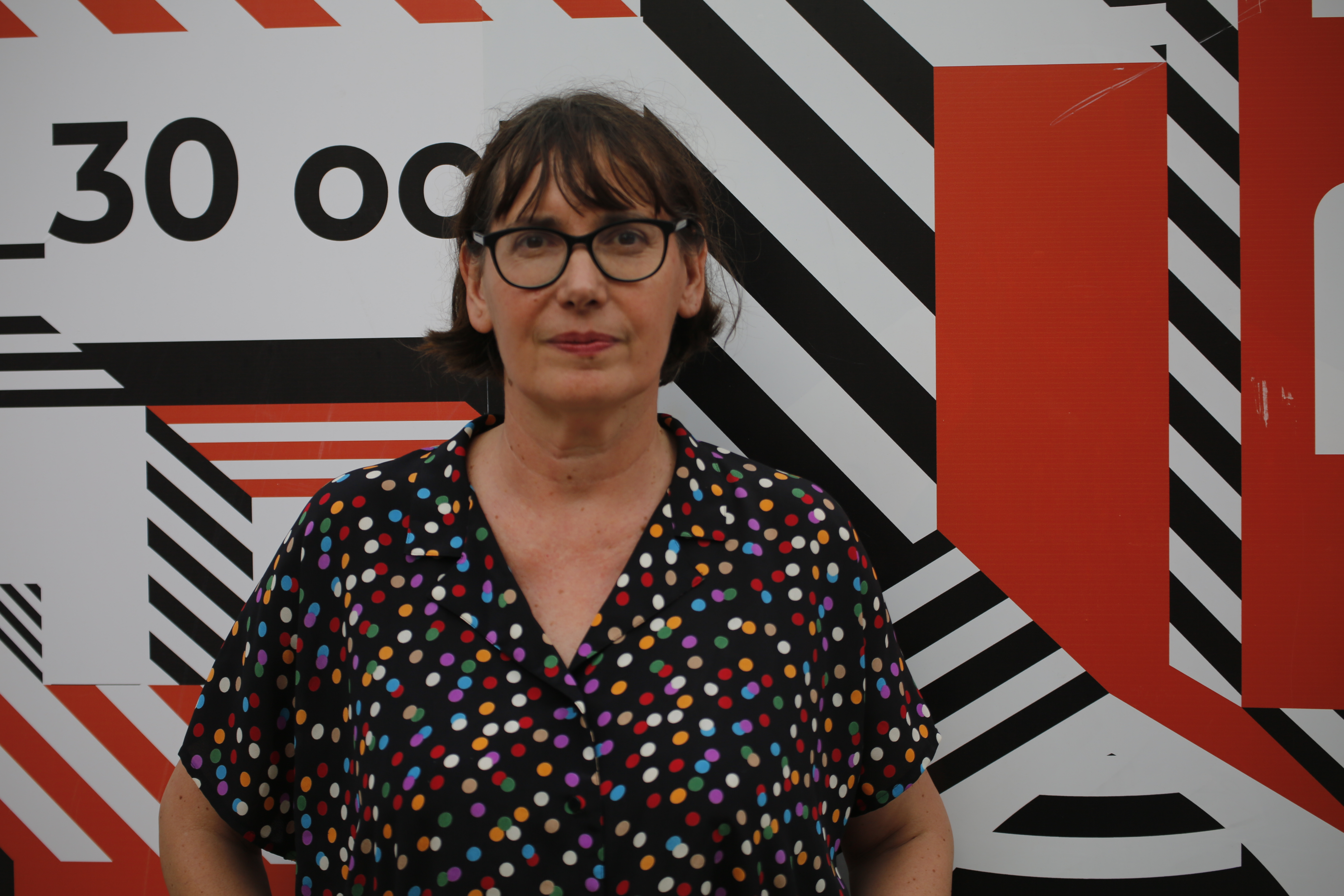
Lucile Hadžihalilović (2022)

La tour de glace ist der fünfte Spielfilm der französischen Regisseurin Lucile Hadžihalilović. Das Drehbuch verfasste sie gemeinsam mit Geoff Cox, mit dem sie bereits an ihrem vorangegangenen Film Earwig (2021) zusammengearbeitet hatte. Die Anfänge des Projekts reichen bis ins Frühjahr 2017 zurück, als der Film noch unter dem Arbeitstitel La reine des neiges bekannt und Hadzihalilovic alleinige Drehbuchautorin war.
Die Doppelrolle der Schauspielerin Cristina beziehungsweise der Schneekönigin übernahm Marion Cotillard. Diese hatte bereits in Hadzihalilovic’ Filmdrama Innocence (2004) eine Nebenrolle bekleidet. Zum weiteren Schauspielensemble gehören unter anderem Marine Gesbert, Clara Pacini, Gaspar Noé, August Diehl und Lila-Rose Gilberti.
Als Referenz für La tour de glace diente Hirokazu Koreedas La Vérité – Leben und lügen lassen (2019) sowie das Werk Georges Méliès, das unter anderem das Szenenbild des Films inspirieren sollte. Die Dreharbeiten sollten im Frühjahr 2024 in Frankreich stattfinden. Kameramann war Jonathan Ricquebourg, den Hadzihalilovic bereits für Earwig eingesetzt hatte. Produzentin war Muriel Merlin für 3B Productions, die zum ersten Mal mit der Regisseurin zusammenarbeitete.

## Veröffentlichung
La tour de glace wurde am 16. Februar 2025 im Rahmen der 75. Berlinale uraufgeführt. Dort wurde das Werk in den Hauptwettbewerb um den Goldenen Bären eingeladen.
Ein regulärer Kinostart in Frankreich ist ab 17. September 2025 im Verleih von Metropolitan FilmExport vorgesehen.

## Auszeichnungen
Für La tour de glace erhielt Lucile Hadžihalilović eine Einladung in den Wettbewerb um den Goldenen Bären, den Hauptpreis der Berlinale. Dort wurde das kreative Ensemble des Films mit dem Silbernen Bären für eine künstlerische Leistung ausgezeichnet.